# Scutiger tuberculatus
Espèce
Statut de conservation UICN

 VU B1ab(iii) : Vulnérable
Scutiger tuberculatus est une espèce d'amphibiens de la famille des Megophryidae.

## Répartition
Cette espèce est endémique de la République populaire de Chine. Elle se rencontre dans le sud du Sichuan et dans le centre-Nord du Yunnan.

## Publication originale
- Liu, Hu & Fei, 1979 : Five new pelobatid toads from China. Acta Zootaxonomica Sinica, Beijing, vol. 4, p. 83-92.